# Hengchun
Hengchun (恆春鎮S, Héngchūn ZhènP) è un comune di Taiwan, situato nella provincia di Taiwan e nella contea di Pingtung.